# 蕭賁
蕭賁（？—550年），字世文，南兰陵郡兰陵县人，南北朝时南梁宗室。
蕭賁的祖父蕭宏是梁武帝蕭衍六弟，父親建安縣侯蕭正立。他個性浮躁轻薄，襲封父親的爵位建安縣侯。伯父臨賀王蕭正德被侯景立為皇帝，他立刻投靠，並為侯景監製攻打臺城城工具及擔任線人。南康嗣王蕭會理計劃突襲侯景，他就和中宿縣侯世子蕭子邕一同告密；於是侯景矯詔封蕭賁為竟陵王、子邕為隨郡王，並改姓侯氏，又任用他為宗正卿，蕭子邕為都官尚書。
蕭賁專權凌侮蔑視朝政，整天都睡在床上，突然見到柳敬禮和蕭勸進來追赶他，他驚慌到起來求饒，其後侯景厭惡蕭賁的反覆無常，於是殺死他。